# Fomepizole
El fomepizole també conegut com a 4-metillpirazol, és un medicament usat per tractar les intoxicacions per metanol i per etilenglicol. Pot ser usat sol o amb combinació amb hemodiàlisi. Es dona per injecció intravenosa.
El fomepizole actua blocant l'enzim que converteix el metanol i el etilenglicol en els seus productes de degradació.
Està aprovat per a ús mèdic als Estats Units des de 1997